# Парламентские выборы в Армении (1995)
Парламентские выборы в Армении 1995 года — выборы в Парламент Армении, прошли 5 июля 1995 года. Второй тур в мажоритарных округах прошел 29 июля 1995 года
Было избрано 190 депутатов, из которых 150 избирались по мажоритарным округам, 40 — по партийным спискам.

## Результаты выборов
| Партия                                           | Мажоритарные округа | Мажоритарные округа | Мажоритарные округа | Национальный округ | Национальный округ | Национальный округ | Всего мест | +/-   |
| Партия                                           | Голоса              | %                   | Места               | Голоса             | %                  | Места              | Всего мест | +/-   |
| ------------------------------------------------ | ------------------- | ------------------- | ------------------- | ------------------ | ------------------ | ------------------ | ---------- | ----- |
| Республиканский блок*                            |                     |                     | 68                  | 329 000            | 43,9               | 20                 | 88         | Новая |
| Партия Шамирам                                   |                     |                     | 0                   | 130 252            | 17,4               | 8                  | 8          | Новая |
| Коммунистическая партия Армении                  |                     |                     | 4                   | 93 353             | 12,4               | 6                  | 10         | -126  |
| Национально-демократический союз                 |                     |                     | 2                   | 57 996             | 7,7                | 3                  | 5          | Новая |
| Союз за национальное самоопределение             |                     |                     | 0                   | 42 987             | 5,7                | 3                  | 3          | Новая |
| Армянская демократическая либеральная партия     |                     |                     | 1                   | 19 437             | 2,6                | 0                  | 1          | Новая |
| Воля и Дашнакцутюн                               |                     |                     | 0                   | 15 424             | 2,1                | 0                  | 0          | Новая |
| Армянская аграрная демократическая партия        |                     |                     | 0                   | 13 784             | 1,8                | 0                  | 0          | Новая |
| Демократическая партия                           |                     |                     | 0                   | 13 784             | 1,8                | 0                  | 0          | Новая |
| Миссия                                           |                     |                     | 0                   | 10 428             | 1,6                | 0                  | 0          | Новая |
| Армянский научно-индустриальный гражданский союз |                     |                     | 0                   | 9940               | 1,3                | 0                  | 0          | Новая |
| Национальное государство                         |                     |                     | 0                   | 8397               | 1,1                | 0                  | 0          | Новая |
| Народная партия                                  |                     |                     | 0                   | 6706               | 0,9                | 0                  | 0          | Новая |
| Армянская революционная федерация                |                     |                     | 1                   | -                  | -                  | -                  | 1          | Новая |
| Независимые                                      |                     |                     | 72                  | -                  | -                  | -                  | 72         | +13   |
| Ни за кого                                       |                     |                     | -                   |                    |                    | -                  | -          | -     |
| Вакантные                                        | -                   | -                   | 2                   | -                  | -                  | 0                  | 2          | -62   |
| Недействительные и пустые голоса                 |                     |                     | -                   | 411 743            | -                  | -                  | -          | -     |
| Всего                                            |                     |                     | 150                 | 1 183 573          | 100                | 40                 | 190        | -69   |
| Источник: Nohlen                                 |                     |                     |                     |                    |                    |                    |            |       |

- Партии участники Республиканского блока (Панармянское национальное движение победило в  62 округах, Демократическая либеральная партия 4 округа, Христианско-демократический союз одно округ, Республиканская партия один округ) участвовали независимо по мажоритарным округам. [1]
- Шамирам - женская партия
- НДС- возглавляется Вазгеном Манукяном
- ОНС - возглавляется Паруйром Айрикяном

## Партийные фракции
| Партия, блок                                                                                 | Голоса               |
| -------------------------------------------------------------------------------------------- | -------------------- |
| Блок «Республика» (АОД, АхДС, РПА, СДПГ) Архивная копия от 22 января 2018 на Wayback Machine | (50 %, 20 депутатов) |
| Шамирам Архивная копия от 22 января 2018 на Wayback Machine                                  | (20 %, 8 депутатов)  |
| КПА                                                                                          | (15 %, 6 депутатов)  |
| НДС Архивная копия от 22 января 2018 на Wayback Machine                                      | (7,5 %, 3 депутата)  |
| ОНС Архивная копия от 21 января 2018 на Wayback Machine                                      | (7,5 %, 3 депутата)  |
| Реформы (депутатская группа) Архивная копия от 22 января 2018 на Wayback Machine             | (31 депутат)         |

Партия Дашнакцутюн была запрещена

## Персональный состав парламента Армении первого созыва
Араркцян, Бабкен Гургенович спикер парламента
Рубинян, Карапет Рубенович вице-спикер
Саакян, Ара Акопович вице-спикер
Абгарян, Ерджаник Аветисович
Абрамян, Гагик Аршавирович
Абрамян, Сурен Джангирович
Абрамян, Овик Аргамович
Айвазян, Вардан Суренович
Айвазян, Смбат Жирайрович
Асатрян, Баграт Арташесович
Авагян, Григор Еремович
Авагян, Сейран Мартиросович
Аветисян, Сукиас Гегелевич
Авоян, Вараздат Мкртичевич
Алексанян, Марат Егорович
Ананян, Джемма Гургеновна
Ареян, Камо Аракелович
Арменакян, Арменак Минасович
Аршакян, Азат Левонович
Бадалян, Сергей Григорьевич
Бадалян, Владимир Арамаисович
Бахшян, Юрий Гургенович
Багдасарян, Артур Ваганович
Багдасарян, Ваграм Вагинакович
Барсегян, Степан Сарибекович
Безирджян, Хачатур Оникович
Гамазян, Галуст Пайлакович
Геворгян, Жирайр Владимирович
Геворгян, Самвел Владимирович
Гегамян, Арташес Мамиконович
Гимишян, Мкртыч Егикович
Гомцян, Арарат Двинович
Даллакян, Виктор Ервандович
Давтян, Геворг Грантович
Дарбинян, Владимир Саркисович
Егиазарян, Армен Бениаминович
Егорян, Эдуард Шмавонович
Енгоян, Роберт Нерсесович
Ерицян, Серго Саркисович
Задоян, Давид Мнацаканович
Затикян, Ваган Мясникович
Закарян, Арамазд Анушаванович
Закарян, Ишхан Сержикович
Закарян, Фирдус Арсенович
Тадевосян, Гагик Агасиевич
Токмаджян, Ованес Вачеевич
Игитян, Ованес Гензикович
Лазарян, Тер-Усик Беникович
Хачатрян, Виген Суренович
Хачатрян, Лёвик Манукович
Хачатрян, Сурен  Серёжаевич
Хачатрян, Ваагн Гарникович
Хачатрян, Вардан Жораевич
Харатян, Фрунзе Арменакович
Хримян, Арарат Варданович
Карагезян, Вандос Амаякович
Карагезян, Арутюн Арпиарович
Карапетян, Карен Саркисович
Киракосян, Армен Арамович
Акопян, Алексан Акопович
Акопян, Леонид Самсонович
Акопян, Грануш Грантовна
Акопян, Ваагн Владимирович
Акопян, Мелс Аветисович
Акопян, Рубен Карапетович
Айоцян, Вардгес Арсенович
Айрикян, Паруйр Аршавирович
Героян, Альберт Хосрович
Арутюнян, Давид Эдонисович
Арутюнян, Хосров Меликович
Ованнисян, Ованес Сергоевич
Гарибджанян, Гегам Тиранович
Матевосян, Давид Гевондович
Малхасян, Мясник Жораевич
Макеян, Петрос Степанович
Манукян, Андраник Енокович
Манукян, Арам Вигенович
Манукян, Пандухт Амаякович
Манукян, Вазген Микаэлович
Матевосян, Шогер Грантовна
Маргарян, Андраник Наапетович
Мартиросян, Армен Сергеевич
Мартиросян, Размик Мартиросович
Морикян, Айдин Эдвардович
Микаелян, Сасун Мехакович
Мкртчян, Арам Саядович
Нагдалян, Эрмине Микаэловна
Нерсисян, Гагик Грачаевич
Ованнисян, Седрак Мнацаканович
Шахназарян, Давид Гургенович
Восканян, Ашот Вагинакович
Навасардян, Ашот Цолакович умер
Папаян, Рафаэль Ашотович
Погосян, Гагик Хачатурович
Садоян, Аршак Аветисович
Саакян, Галуст Григорьевич
Саркисян, Хорен Трчунович
Саркисян, Фадей Тачатович
Сардарян, Ктрич Хачикович
Саруханян, Гаяне Жораевна
Седракян, Мгер Давидович
Согомонян, Эрнест Микаелович
Туманян, Арташес Самвелович
Варданян, Давид Манукович
Варданян, Манук Размикович
Варданян, Микаел Оганесович
Варданян, Юрий Лазаревич
Тер-Гуларян, Меружан Саркисович
Кочарян, Шаварш Микаэлович
Кушкян, Артём Максимович
Кажоян, Джульет Суреновна
Петросян, Амалия Аршаковна
Аревшатян, Заруи Рубеновна
Бакунц, Анжела Суреновна
Саркисян, Надежда Вигеновна
Тогошвили, Нана Георгиевна